# Březno (district de Chomutov)
Pour les articles homonymes, voir Březno.
Březno (en allemand : Priesen) est une commune du district de Chomutov, dans la région d'Ústí nad Labem, en Tchéquie. Sa population s'élevait à 1 424 habitants en 2021.

## Géographie
Březno se trouve à 7 km au sud de Chomutov, à 48 km au sud-ouest d'Ústí nad Labem et à 82 km au nord-ouest de Prague.
La commune est limitée par Černovice et Spořice au nord, par Droužkovice, Všehrdy et Hrušovany à l'est, par Žiželice, Nové Sedlo et Chbany au sud, et par Rokle et Kadaň à l'ouest.

## Histoire
La première mention écrite du village date de 1281.

## Administration
La commune se compose de huit sections :
- Březno
- Benětice
- Holetice
- Kopeček
- Nechranice
- Stranná
- Střezov
- Vičice

## Transports
Par la route, Březno se trouve à 7 km de Chomutov, à 25 km de Most, à 71 km d'Ústí nad Labem et à 91 km de Prague.